# Constantin Aur
Constantin Aur sau Titi Aur (n. 25 decembrie 1963, Bârlad, România) este un pilot de raliuri român.
A debutat în Raliul Brașovului, în anul 1986, pe o mașină Dacia 1300. Printre altele a pilotat și Ford Escort RS Cosworth, însă cele mai bune rezultate le-a avut cu Toyota Celica 4WD. În prezent deține un Mitsubishi Lancer Evo 9, preparat de grupa N, mașina cu care a participat la ultimele raliuri din lunga sa carieră. A câștigat 49 de raliuri și a obținut 8 titluri de campion al României în anii 1995, 1997, 1998, 1999, 2000, 2001, 2002, 2006. A participat și în câteva etape din WRC. Deține școala sa proprie de conducere defensivă și pilotaj, unde și predă. 